# Aeroportul Regional Kirksville
Aeroportul Regional Kirksville (IATA: IRK, ICAO: KIRK, FAA LID: IRK) este un aeroport din Missouri, Statele Unite ale Americii ce deservește zona Kirksville⁠(d). Aeroportul a fost tranzitat în 2019 de 10.488 de pasageri. A fost numit după zona deservită.
Situat la o altitudine de 294 m, aeroportul dispune de 2 piste.

## Infrastructură

### Piste
Aeroportul dispune de 2 piste. Pista 09/27 are suprafața de Iarbă și dimensiunile 1.370 picioare × 100 picioare. Pista 18/36 are suprafața de beton și dimensiunile 6.005 picioare × 100 picioare. 